# Fout (statistiek)
Het begrip fout is een integraal onderdeel van de statistische toetsingstheorie. Met fout wordt in dit verband een verkeerde (foutieve) beslissing bedoeld. Een beslissing is de uitkomst van een statistische toets, die gebaseerd is op het resultaat van een steekproef. Zo'n beslissing kan, behoudens in uitzonderlijke situaties, nooit gegarandeerd foutvrij zijn, dat wil zeggen dat er altijd de mogelijkheid is dat de genomen beslissing verkeerd is. Afhankelijk van het type verkeerde beslissing onderscheidt men twee soorten fouten: een fout van de eerste soort en een fout van de tweede soort.

## Fout van de eerste soort
Een fout van de eerste soort, ook fout van type I of type I fout geheten, is de verkeerde beslissing die genomen wordt als een toets een nulhypothese onterecht verwerpt. Een fout van de eerste soort kan vergeleken worden met een fout-positief in andere testsituaties.
Als de nulhypothese enkelvoudig is, heet de kans op een fout van de eerste soort de onbetrouwbaarheid van de toets. Is de nulhypothese samengesteld, dan wordt de onbetrouwbaarheid van de toets gegeven door het maximum (of het supremum) van de kansen op een fout van de eerste soort. De onbetrouwbaarheid wordt aangegeven met de Griekse letter α (alpha). Meestal is de onbetrouwbaarheid gelijk aan de onbetrouwbaarheidsdrempel α0, een vooraf vastgestelde, maximaal toegelaten waarde voor de onbetrouwbaarheid.

## Fout van de tweede soort
Een fout van de tweede soort, ook fout van type II of type II fout geheten, is de verkeerde beslissing die genomen wordt als een toets een onware nulhypothese niet verwerpt. Een fout van de tweede soort kan vergeleken worden met een fout-negatief in andere testsituaties.
De kans op een fout van de tweede soort wordt meestal aangegeven met de Griekse letter β (beta). De complementaire kans, dus de kans een onware nulhypothese te verwerpen, heet het onderscheidend vermogen (ook: onderscheidingsvermogen) van de toets. Als de alternatieve hypothese enkelvoudig is, hebben zowel β als het onderscheidend vermogen een vaste waarde. Is de alternatieve hypothese samengesteld, dan zijn zowel β als het onderscheidend vermogen een functie van de mogelijkheden die de alternatieve hypothese toelaat.
Opgemerkt moet worden dat sommige auteurs, in tegenstelling tot het bovenstaande, juist het onderscheidend vermogen met β aanduiden.

## Voorbeelden
Men vermoedt dat de toevoeging van fluoride aan tandpasta bescherming geeft tegen cariës. Daarom toetst men de nulhypothese dat er geen effect is van de fluoridering. Als de nulhypothese juist is, maar de verzamelde data geven aanleiding deze hypothese te verwerpen, dus verkeerdelijk suggereren dat er wel effect zou zijn, is er sprake van een fout van de eerste soort. Is er wel degelijk een effect van fluoridering, dus de nulhypothese is onjuist, maar zijn de verzamelde data zo dat de nulhypothese niet verworpen kan worden, dan is er sprake van een fout van de tweede soort: de toets was niet in staat het bestaande effect aan te tonen.
In de rechtspraak kan een fout van de eerste soort gezien worden als het onterecht veroordelen van een onschuldige, en een fout van de tweede soort als de vrijspraak van een schuldige bij gebrek aan bewijs.
Net zoals het in de Nederlandse rechtspraak ernstiger wordt bevonden een onschuldige te veroordelen, dan een schuldige vrij te spreken, wordt in de praktijk van statistische toetsen ook een fout van de eerste soort ernstiger geacht dan een fout van de tweede soort. Daarom wordt in eerste instantie de onbetrouwbaarheid van een toets klein gehouden door er een kleine bovengrens, de onbetrouwbaarheidsdrempel, aan te stellen. Typische waarden hiervoor zijn 5%, 1% en 0,1%. Het laat zich natuurlijk niet vermijden dat een zekere kans op een fout van de eerste soort blijft bestaan. Immers hoe kleiner men de onbetrouwbaarheid kiest, hoe groter de kans op een fout van de tweede soort wordt, tenzij men de steekproefomvang opvoert. Zou men een fout van de eerste soort willen uitsluiten, dan dient men de nulhypothese nooit te verwerpen, maar dit zou de bedoeling van de test ondergraven.